# Schutzausrüstung (Hockey)

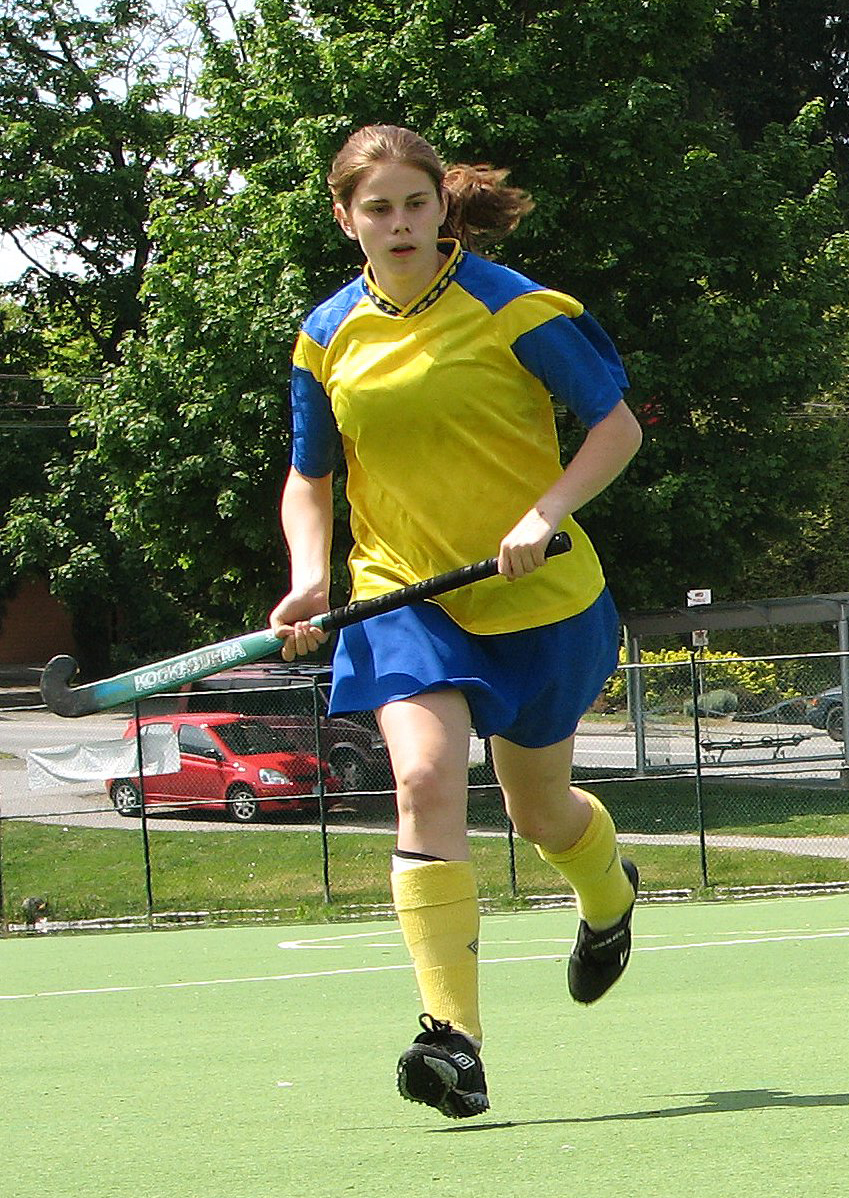
Spielerausrüstung

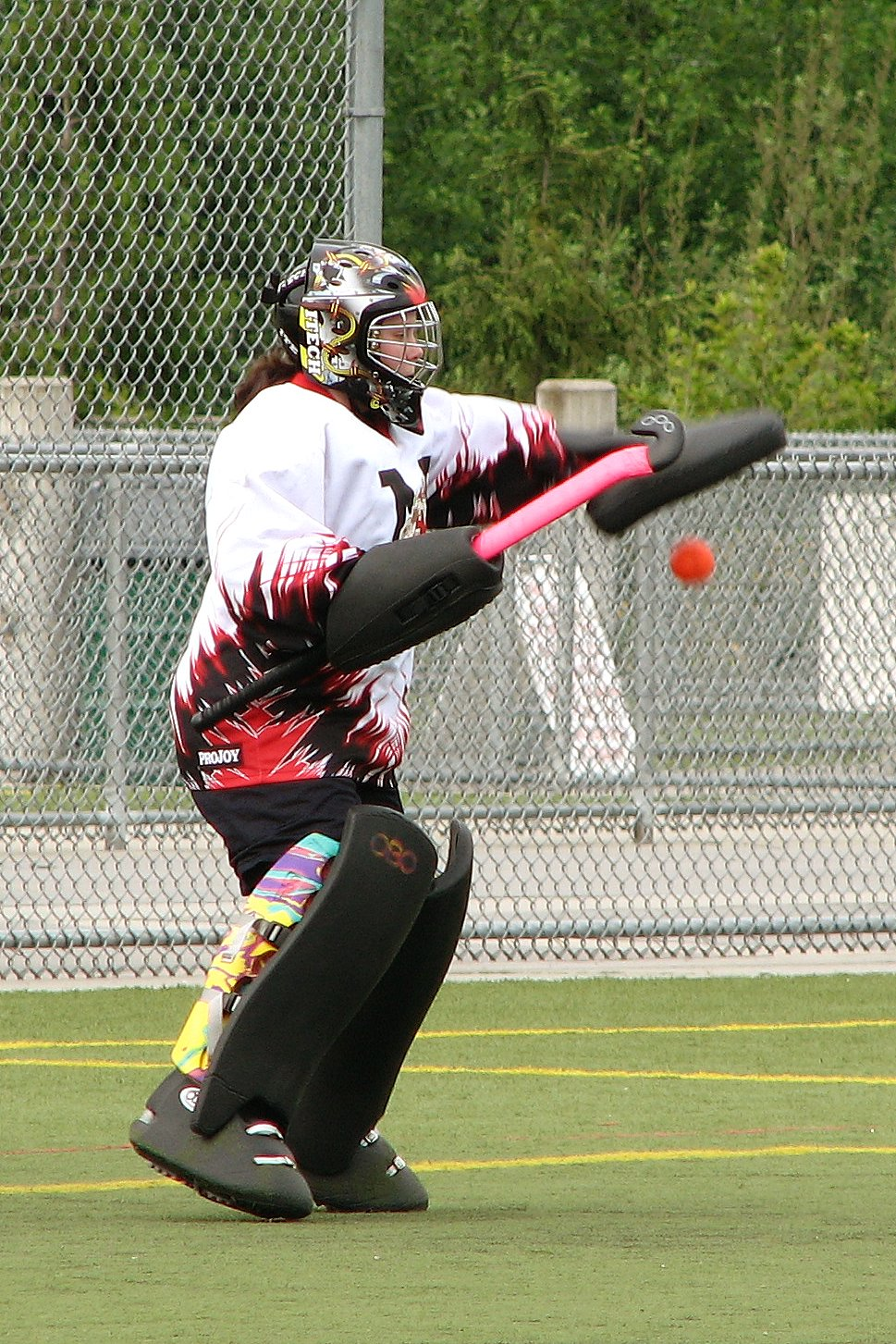
Torwartausrüstung

Im Hockey ist eine spezielle Schutzausrüstung nur für den Torwart erlaubt, um Verletzungen vorzubeugen. Bei Jugendlichen ist die Torwartausrüstung vorgeschrieben. Für Feldspieler sind nur wenige Schutzteile zulässig.
Die Vollständigkeit und Richtigkeit der Spielkleidung muss der Schiedsrichter vor dem Anpfiff des Spiels überprüfen. Trikot, Hose (Herren) oder Rock (Damen) und Stutzen der beiden Mannschaften müssen sich farblich voneinander unterscheiden. Die Torwarthemden zudem von den Trikots beider Mannschaften. Gegebenenfalls hat der Schiedsrichter die gastgebende Mannschaft um Korrektur zu bitten.
Während des Spiels muss die Ausrüstung korrekt getragen werden, falls nicht, kann der Schiedsrichter eine Strafe für „unkorrekte Ausrüstung“ aussprechen.

## Spielerausrüstung
- Hallen- bzw. Feldhockeyschläger
- Trikot mit Spielernummer. Der Mannschaftsführer muss zusätzlich am Oberarm oder an der Schulter eine Armbinde o. ä. in einer zum Trikot verschiedenen Farbe tragen
- kurze Hose/kurzer Rock
- Stutzen
- Schienbeinschützer (wird vom Regelwerk nicht vorgeschrieben, jedoch tragen in der Regel alle Feldspieler welche)
- Mundschutz (ebenfalls vom Regelwerk nicht vorgeschrieben, meist eine recht teure Spezialanfertigung vom Zahnarzt oder Kieferorthopäden, die inzwischen immer häufiger im Vergleich zu den billigen Versionen im Handel erhältlicher Mundschutze mit vergleichsweise sehr geringem Schutz anzutreffen ist)
- Schutzhandschuh (In der Halle üblich, aber freiwillig, auf dem Feld kaum getragen. Der Schutzhandschuh befindet sich aufgrund der üblichen Schlägerhaltung immer an der linken Hand.)
- Gesichtsschutz (wird für die Dauer einer Kurzen Ecke von Spielern verwendet, die sich in dieser gefährlichen Situation auf der Torlinie positionieren müssen)
- Knieschutz (wird für die Dauer einer Kurzen Ecke im Feld von Spielern verwendet, die sich in dieser gefährlichen Situation auf die Torlinie positionieren müssen)

## Torwartausrüstung
Das Regelwerk des DHB empfiehlt im Erwachsenenbereich den vollständigen Schutz aller Körperteile, tatsächlich vorgeschrieben ist aber nur das Tragen eines Kopfschutzes bei der Abwehr einer Ecke oder eines Sieben-Meter-Balles.
- Kopfschutz (meist Helm mit Gitter und die im Erwachsenenbereich einzige im Regelwerk vorgeschriebene Schutzausrüstung des Torwarts)
- Halskrause/Kehlkopfschutz (im Jugend- und Erwachsenenbereich fakultativ)
- Brust-/Schulterschutz (für jugendliche Torhüter Pflicht, auch beim Einsatz im Erwachsenenbereich)
- Armschutz
- Handschuhe (für jugendliche Torhüter obligatorisch); linke Hand: flacher Handschuh mit etwa DIN-A4-großer "Rebound"-Fläche; rechte Hand: Schlägerhandschuh
- Torwarthose, meist mit integrierten Kunststoffplatten
- Schienen (Beinschoner) und Kicker (Fußschutz; beides Pflicht für jugendliche Torhüter)
- Suspensorium (Pflicht für jugendliche Torhüter und äußerst empfehlenswert für jeden Torwart)
- Trikot
- Torwartschläger (spezieller Stock mit modifiziertem, anders geformten unteren Schaftteil und Keule) oder normaler Hockeyschläger